# Задерман, Юрий Викторович
Юрий Викторович Задерман (1920 — 1995) — советский военно-морской деятель, контр-адмирал-инженер (1968).

## Биография
Родился в еврейской семье. В 1944 окончил Высшее военно-морское инженерное училище имени Ф. Э. Дзержинского. Начальник технического управления Северного флота. В начале февраля 1965 участник ликвидации аварии ядерного реактора на К-11. В конце мая 1968 один из ликвидаторов последствий аварии на атомной подводной лодке К-27. В 1970-х начальник кафедры боевой эксплуатации кораблей Высшего военно-морского училища.

### Звания
- капитан 1-го ранга;
- 1968 — контр-адмирал-инженер.

### Награды
- орден Отечественной войны I степени;
- орден Красной Звезды;
- медали.